# سباق جائزة لا مارسيليس الكبرى 2016
سباق جائزة لا مارسيليس الكبرى 2016 (بالفرنسية: Grand Prix d'ouverture La Marseillaise 2016 )‏ هو سباق دراجات هوائية، وهو الموسم رقم 37 من نفس السباق، وأقيم في 31 يناير 2016، وامتدّ لمسافة 132.8 كيلومتر، وهو أحد سباقات طواف أوروبا للدراجات 2016، وقد شارك في السباق 141 متسابقاً ووصل إلى نهايته 120 متسابقاً.
فاز فيه بالمركز الأول درايس ديفينينز، وبالمركز الثاني تيبو بينو، وبالمركز الثالث بابتيست بلانكايرت.

## الفرق
| فرق عالمية (4)- AG2R La Mondiale - FDJ - IAM Cycling - Lotto-Soudal فرق قارية محترفة (7)- كاجا رورال-سيغوروس 2016 ‏ - Cofidis, Solutions Crédits - ديلكو ‏ - Direct Énergie - Fortuneo-Vital Concept - سبورت فلاندرين بالويس 2016 ‏ - Wanty-Groupe Gobert فرق قارية (7)- An Post–Chain Reaction ‏ - أرمي دي تير 2016 ‏ - إتش بي بي تي بي – أوبير 93 ‏ - Van Rysel–Roubaix ‏ - Veranclassic–Ago ‏ - فيرانداس ويلمز 2016 ‏ - بنجوال باوليز ساوكس دبليو بي ‏ |  |
| |  |

## التصنيف العام النهائي
| \| التصنيف العام \| التصنيف العام \| التصنيف العام \| التصنيف العام \| التصنيف العام \| \| العداء \| العداء \| الفريق \| الوقت \| \| \| ------------- \| ----------------- \| ----------------------------------------- \| ------------- \| ------------- \| \| 1 \| درايس ديفينينز \| IAM Cycling \| \| \| \| 2 \| تيبو بينو \| FDJ \| \| \| \| 3 \| بابتيست بلانكايرت \| بنجوال باوليز ساوكس دبليو بي [الإنجليزية]‏ \| \| \| |                   |                               |       |  |
| |                   |                               |       |  |
| مصادر: ProCyclingStats Cycling Quotient Cycling Archives |                   |                               |       |  |
| التصنيف العام |                   |                               |       |  |
| العداء | العداء            | الفريق                        | الوقت |  |
| 1 | درايس ديفينينز    | IAM Cycling                   |       |  |
| 2 | تيبو بينو         | FDJ                           |       |  |
| 3 | بابتيست بلانكايرت | بنجوال باوليز ساوكس دبليو بي ‏ |       |  |

## وصلات خارجية
- الموقع الرسمي
- سباق جائزة لا مارسيليس الكبرى 2016 على موقع إحصائيات الدراجات الإحترافية (الإنجليزية)